# Interlands Maltees voetbalelftal 1957-1959
Deze pagina toont een chronologisch en gedetailleerd overzicht van de interlands die het Maltees voetbalelftal heeft gespeeld in de periode 1957 – 1959.

## Interlands

### 1957
|                                                                        |                                   |       |            |                                                                                     |
| 24 februari Vriendschappelijk № 1 «onderlinge duels» 15:30 uur (UTC+1) | Malta                             | 2 – 3 | Oostenrijk | Empire Stadion, Gżira Toeschouwers: 17.421 Scheidsrechter: Vincenzo Orlandini (ITA) |
| 24 februari Vriendschappelijk № 1 «onderlinge duels» 15:30 uur (UTC+1) | Tony Cauchi 86' Sammy Nicholl 89' |       | ?          | Empire Stadion, Gżira Toeschouwers: 17.421 Scheidsrechter: Vincenzo Orlandini (ITA) |

### 1958
|                                                                       |                                               |       |            |                                                                                     |
| 25 januari Vriendschappelijk № 2 «onderlinge duels» 15:00 uur (UTC+1) | Malta                                         | 3 – 0 | Denemarken | Empire Stadion, Gżira Toeschouwers: 16.919 Scheidsrechter: Vincenzo Orlandini (ITA) |
| 25 januari Vriendschappelijk № 2 «onderlinge duels» 15:00 uur (UTC+1) | Pullu Demanuele 11', 49' Salvinu Schembri 23' |       |            | Empire Stadion, Gżira Toeschouwers: 16.919 Scheidsrechter: Vincenzo Orlandini (ITA) |

|                                                                   |                        |       |        |                                                                           |
| 15 mei Vriendschappelijk № 3 «onderlinge duels» 16:30 uur (UTC+1) | Malta                  | 1 – 1 | Italië | Empire Stadion, Gżira Toeschouwers: 12.715 Scheidsrechter: Alf Bond (ENG) |
| 15 mei Vriendschappelijk № 3 «onderlinge duels» 16:30 uur (UTC+1) | Tony Cauchi 47' (pen.) |       | ?      | Empire Stadion, Gżira Toeschouwers: 12.715 Scheidsrechter: Alf Bond (ENG) |

### 1959
|                                                  |         |       |       |                                                                                 |
| 8 maart Vriendschappelijk № 4 «onderlinge duels» | Tunesië | 0 – 0 | Malta | Stade Géo André, Tunis Toeschouwers: 8.000 Scheidsrechter: Pietro Bonetto (ITA) |
| 8 maart Vriendschappelijk № 4 «onderlinge duels» |         |       |       | Stade Géo André, Tunis Toeschouwers: 8.000 Scheidsrechter: Pietro Bonetto (ITA) |

UEFA: Albanië · België · Bulgarije · Denemarken · West-Duitsland · Duitse Democratische Republiek · Engeland · Finland · Frankrijk · Griekenland · Hongarije · Ierland · IJsland · Italië · Joegoslavië · Kroatië · Luxemburg · Malta · Nederland · Noord-Ierland · Noorwegen · Oostenrijk · Polen · Portugal · Roemenië · Saarland · Schotland · Sovjet-Unie · Spanje · Tsjecho-Slowakije · Turkije · Wales · Zweden · Zwitserland

AFC: Israël
Malta Football Association · A-internationals · Bondscoaches · Statistieken · Maltees vrouwenelftal · Malta U21 · Malta U20 · Malta U19 · Malta U18 · Malta U17 · Malta U16
1957 – 1959 ·
1960 – 1969 ·
1970 – 1979 ·
1980 – 1989 ·
1990 – 1999 ·
2000 – 2009 ·
2010 – 2019 ·
2020 − 2029
1957 · 
1958 · 
1959 · 
1960 · 
1961 · 
1962 · 
1963 · 
1964 · 
1965 · 
1966 · 
1967 · 1968 · 
1969 · 
1970 · 
1971 · 
1972 · 
1973 · 
1974 · 
1975 · 
1976 · 
1977 · 
1978 · 
1979 · 
1980 · 
1981 · 
1982 · 
1983 · 
1984 · 
1985 · 
1986 · 
1987 · 
1988 · 
1989 · 
1990 ·
1991 · 
1992 · 
1993 · 
1994 · 
1995 · 
1996 · 
1997 · 
1998 · 
1999 · 
2000 · 
2001 · 
2002 · 
2003 · 
2004 · 
2005 · 
2006 · 
2007 · 
2008 · 
2009 · 
2010 · 
2011 · 
2012 · 
2013 · 
2014 · 
2015 · 
2016 ·
2017 ·
2018 ·
2019 ·
2020 ·
2021 ·
2022
Albanië ·
Algerije ·
Andorra ·
Angola ·
Armenië ·
Azerbeidzjan ·
België ·
Bosnië en Herzegovina · 
Bulgarije ·
Canada ·
Centraal-Afrikaanse Republiek ·
Cyprus ·
DDR ·
Denemarken ·
Duitsland ·
Egypte ·
Engeland ·
Estland ·
Faeröer ·
Finland ·
Frankrijk ·
Gabon ·
Georgië ·
Gibraltar · 
Griekenland ·
Hongarije ·
Ierland ·
IJsland ·
Indonesië ·
Israël ·
Italië ·
Japan ·
Joegoslavië ·
Jordanië ·
Kaapverdië ·
Kazachstan ·
Koeweit ·
Kosovo ·
Kroatië ·
Letland ·
Libanon ·
Libië ·
Liechtenstein ·
Litouwen ·
Luxemburg ·
Moldavië ·
Nederland ·
Noord-Ierland ·
Noord-Macedonië ·
Noorwegen ·
Oekraïne ·
Oostenrijk ·
Polen ·
Portugal ·
Qatar ·
Roemenië ·
Rusland ·
San Marino ·
Schotland ·
Slovenië ·
Slowakije ·
Spanje ·
Thailand ·
Tsjechië ·
Tsjecho-Slowakije ·
Tunesië · 
Turkije · 
Venezuela · 
Verenigde Arabische Emiraten ·
Verenigde Staten ·
Wales ·
Wit-Rusland ·
Zuid-Afrika ·
Zuid-Korea ·
Zweden ·
Zwitserland